# Бованско језеро
Бованско језеро је језеро које се налази на Сокобањској Моравици код Бовна између Сокобање и Алексинца. Језеро је вештачка акумулација настало градњом бране 1978. године, у систему регулације слива Мораве и хидроцентрале „Ђердап“ са задатком да задржи наносе брдских и планинских река, а истовремено да акумулира велике количине воде.
Језеро је удаљено 14 km од Алексинца, а 9 km од Сокобање и налази се на регионалном путу Алексинац-Сокобања-Књажевац.
Језеро је дуго 8 km, највећа ширина му је 500 m, а дубина 50 m. Бованско језеро преко постројења за пречишћавање воде водом снабдева град Алексинац.

## Галерија
- Бованско језеро
- Викендице
- Одбојка на песку
- Бованско језеро-мрестилиште
- Бованско језеро зими
- Одраз Ртња у Бованском језеру.
- Одраз Ртња у Бованском језеру.
- Бованско језеро.